# Гамбургер, Андрей Фёдорович
Андрей Фёдорович Гамбургер  (1821—1899) — статс-секретарь (1875), чрезвычайный посланник и полномочный министр при Швейцарском союзе, действительный тайный советник, почётный член Московского Публичного и Румянцевского музеев, член иностранных академий.

## Биография
Родился 28 октября (9 ноября) 1821 года в дворянской семье.
В 1842 году окончил юридический факультет Московского университета со степенью кандидата и 18 февраля 1843 года начал службу в канцелярии Санкт-Петербургского военного генерал-губернатора, где он был назначен исполнять должность переводчика. Вскоре перевёлся на службу в министерство иностранных дел и получил место в Санкт-Петербургском главном архиве этого министерства. В 1844 году назначен столоначальником, в 1847 году чиновником во 2-й экспедиции министерства, в 1854 году исполняющий должность цензора при той же канцелярии, затем определён начальником архива министерства иностранных дел, в следующем году — помощник цензора при особой канцелярии министерства.
Со времени вступления в управление министерством князя Горчакова, А. Ф. Гамбургер постоянно находился при нём: в 1858 году — чиновник особых поручений и цензор министерства иностранных дел; в 1859 году состоял при посольстве в Париже; с июня 1860 года — действительный статский советник, в 1866 — уже тайный советник. Затем он последовательно занимал должности члена совета министерства и управляющего департаментом личного состава и хозяйственных дел министерства. Неоднократно сопровождал государственного канцлера в его заграничных поездках в 1873, 1874, 1875 и 1876 годах. Во время русско-турецкой войны находился при императоре Александре II в Болгарии и Румынии.
С 1879 года — чрезвычайный посланник и полномочный министр при Швейцарском союзе; в отставку с этой должности ушёл 7 октября 1896 года.
Состоял вице-президентом Императорского исторического общества, почётным членом Румянцевского музея и пр.
Скончался в Швейцарии 29 апреля (11 мая) 1899 года. Похоронен в Веве на кладбище Сен-Мартен.

## Награды
Награждён российскими орденами до ордена Св. Александра Невского и ордена Св. Владимира 1-й степени включительно; многими иностранными орденами.